# Gustav Gündisch
Gustav Gündisch (* 15. September 1907 in Heltau, Siebenbürgen; † 19. September 1996 in Gundelsheim (Württemberg)) war ein siebenbürgischer Historiker und Archivar.

## Leben
Gündisch war Sohn des Wollwebers Michael Gündisch (1875–1932). Nach dem Besuch der Volksschule Heltau ab 1914 wechselte er 1919 auf das Hermannstädter Gymnasium, an dem er 1926 das Abitur ablegte. Er strebte zunächst den Lehrerberuf an und ging nach dem Abitur für ein Jahr an die Universität Bukarest, an der er mit dem Studium der Geschichte und Geographie begann. Es folgten zwei Semester an der Universität Berlin, an der er auch Theologie studierte, bevor er im Wintersemester 1928/1929 an die Universität Wien kam. Er musste jedoch aus gesundheitlichen Gründen sein Studium unterbrechen und nahm dann die Ausbildung zum Archivar auf. Ab 1929 war er außerordentliches Mitglied des Instituts für Österreichische Geschichtsforschung. Die praktische Ausbildung erfolgte im Haus-, Hof- und Staatsarchiv. Am 17. Dezember 1931 hatte er seine Ausbildung abgeschlossen.
Gündisch wurde am 3. November 1932 mit der von August von Loehr betreuten Dissertation Geschichte der Münzstätte Nagybánya in habsburgischer Zeit (1530–1828) an der Wiener Universität zum Dr. phil. promoviert. Anschließend leistete er seinen Militärdienst und wurde 1934 Kustos-Adjunkt am Brukenthal-Museum. Dabei wurde er mit der Fortführung des Urkundenbuch zur Geschichte der Deutschen in Siebenbürgen beauftragt. Von 1937 bis 1944 war er der letzte Direktor des Archivs der Stadt Hermannstadt und der sächsischen Nation. Ab 1943 wurde er zum Kriegsdienst in der rumänischen Armee herangezogen.
Ab 1945 arbeitete er als Bibliothekar, bischöflicher Sekretär und Kulturreferent bei der Evangelischen Kirche A.B. in Rumänien. 1950 wurde er aufgrund systemkritischer Aussagen zu 14 Monaten Zwangsarbeit am Donau-Schwarzmeer-Kanal verurteilt.  Ab Februar 1952 war er zudem Konservator im Fachausschuss des Landeskonsistoriums für kultische Kunst und ab 1954 Leiter der Restaurierung siebenbürgisch-sächsischer Baudenkmäler. 1971 übernahm er außerdem einen Lehrauftrag für Paläographie an der historisch-philologischen Fakultät der Universität Hermannstadt. Zum 31. Dezember 1977 erfolgte seine Pensionierung.
Gündisch übersiedelte nach dem Tod seiner Frau 1982 nach Deutschland. Dort ließ er sich in Gundelsheim nieder, wo sich auf Schloss Horneck das Heimathaus der Siebenbürger Sachsen befindet. Auch in Deutschland war er weiter wissenschaftlich aktiv. Nach seinem Tod 1996 wurde er nach Heltau überführt, wo er an der Seite seiner Frau bestattet wurde.

## Ehrungen
- 1977 Nicolae Balcescu-Preis der Akademie für Sozialpolitische Wissenschaften Rumäniens
- 1984 Bundesverdienstkreuz 1. Klasse
- 1987 Siebenbürgisch-Sächsischer Kulturpreis
- 1987 Ehrenmitglied des Arbeitskreises für siebenbürgische Landeskunde
- 1989 Georg-Dehio-Ehrengabe der Esslinger Künstlergilde
- 20. Mai 1994 Ehrendoktorwürde der Universität Hermannstadt

Außerdem ist das Gustav-Gündisch-Lyzeum Heltau nach ihm benannt.

## Werke
Gündisch schrieb eine große Zahl an Aufsätzen, aber auch Beiträge zu Lexika (Neue Deutsche Biographie oder das Österreichische Biographische Lexikon 1815–1950).
- (Bearb.): Urkundenbuch zur Geschichte der Deutschen in Siebenbürgen, Bände 4–7, 1937–1991.
- Die siebenbürgische Unternehmung der Fugger 1528–1531, Imprimeria Naţională, Bucureşti 1941.
- Deutsches Volkwerden in Siebenbürgen: (1141–1849), Kraft und Dortleff, Hermannstadt 1944.
- Studien zur siebenbürgischen Kunstgeschichte, Böhlau, Wien 1976, ISBN 978-3-412-01476-6.
- Aus Geschichte und Kultur der Siebenbürger Sachsen, Böhlau, Wien 1987, ISBN 978-3-412-01487-2.